# جيريمي مارتن
جيريمي مارتن هو دراج كندي، ولد في 25 مايو 1992.

## وصلات خارجية
- جيريمي مارتن على موقع أرشيف الدراجات (الإنجليزية)
- جيريمي مارتن على موقع إحصائيات الدراجات الإحترافية (الإنجليزية)